# 厄立特里亚伊斯兰教
伊斯兰教是厄立特里亚第一大宗教信仰，2017年时占总人口的51.6%。其中99%都是逊尼派穆斯林。

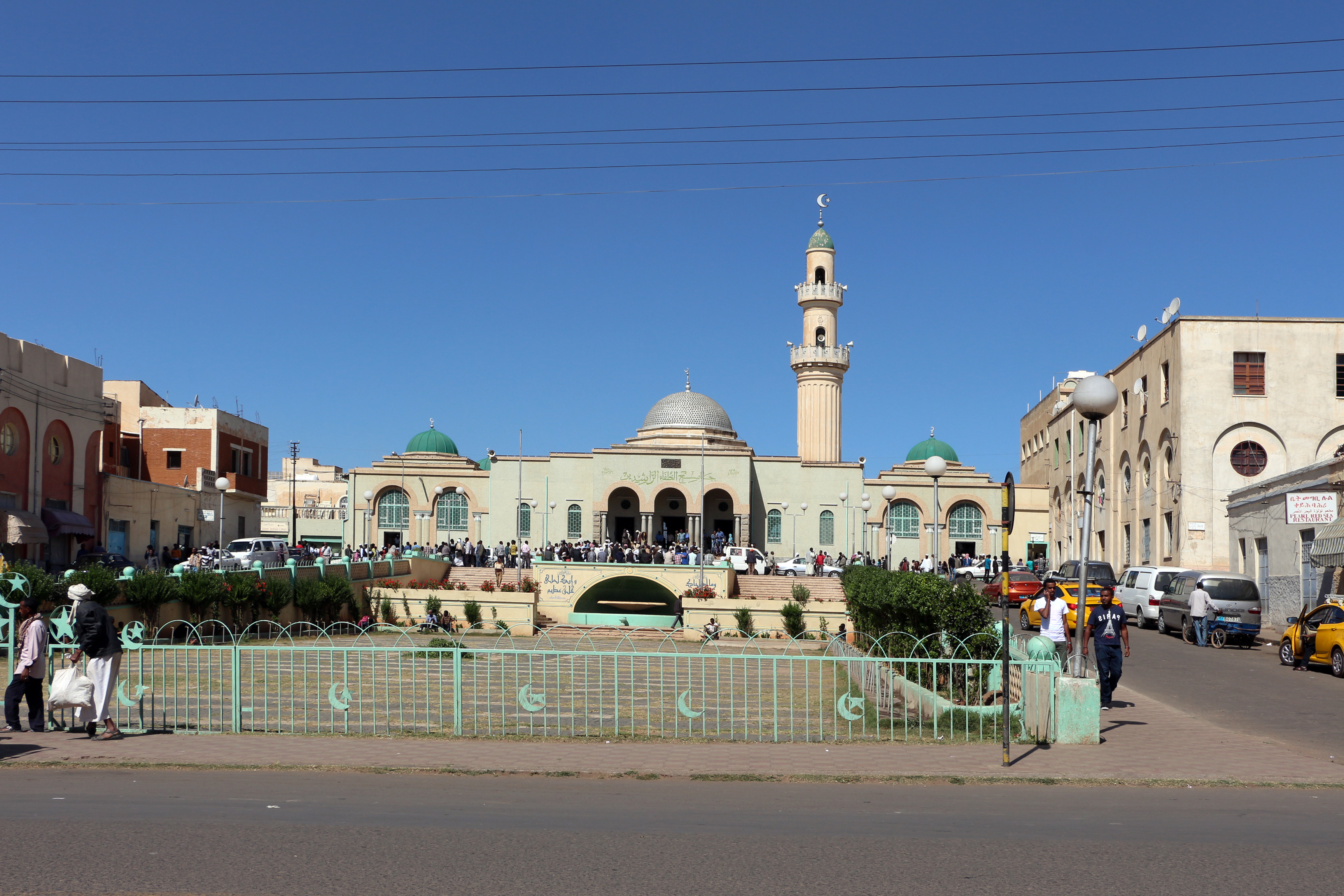
阿斯马拉大清真寺

伊斯兰教徒最早于古莱什迫害穆斯林时来到此地，并被阿克苏姆帝国安置在内加什。穆斯林主要聚居于该国东部、沿海平原以及邻近苏丹边境的西部低地。其中大部分属于亚非语系社区，包括提格雷人、紹約人、阿法爾人、拉謝達人、貝扎人以及比伦人。提格利尼亞人中亦有5%的穆斯林。部分使用尼罗-撒哈拉语系的民族亦信仰伊斯兰教，包括那拉人及库纳马人。